# Lieven Dehandschutter
Lieven Maria Edmond Adeline Dehandschutter (Sint-Niklaas, 9 juni 1958) is een Belgisch Vlaams-nationalistisch politicus voor de N-VA. 

## Biografie
Dehandschutter groeide op in een Vlaams-nationalistische familie. Hij doorliep de moderne humaniora aan de Broederschool van Sint-Niklaas en ging nadien rechten studeren aan de Rijksuniversiteit Gent, alwaar hij in 1984 afstudeerde als licentiaat. 
In 1980 was Dehandschutter een van de oprichters van de Vlaamsgezinde jongerenvereniging Wase Jonge Leeuwen, waarvan hij van 1982 tot 1994 voorzitter was. Van 1976 tot 1991 was hij hoofdredacteur van het daaraan verbonden vormingstijdschrift Volksopbouw. Ook was hij betrokken bij de werking van de Sint-Niklase afdeling van het Verbond van Vlaamse Oud-strijders en het Davidsfonds en maakte hij vanaf 1988 deel uit van het IJzerbedevaartcomité. Van 1982 tot 1987 was Dehandschutter tevens voorzitter van de Stedelijke Jeugdraad van Sint-Niklaas.
In 1977 trad hij op 19-jarige leeftijd toe tot de Volksunie. Na van 1986 tot 1987 als jurist en product-coördinator te hebben gewerkt voor het chemische bedrijf BP Chemicals, stond Dehandschutter van 1987 tot 2001 als directeur aan het hoofd van het Lodewijk Dosfelinstituut, het politiek vormingsinstituut van de partij. Na het uiteenvallen van de Volksunie in 2001 werd Dehandschutter actief binnen N-VA. Van 2002 tot 2009 werkte hij als stafmedewerker op het nationaal hoofdkwartier van deze partij.
In oktober 1988 werd Dehandschutter voor het eerst verkozen tot gemeenteraadslid in Sint-Niklaas. Van 1995 tot 2000 was hij er schepen van Cultuur, Onderwijs, Jeugd en Toerisme en van september 2009 tot januari 2013 schepen van Economie, Werk, KMO, Middenstand, Toerisme en Stadspromotie.
Na de eerste rechtstreekse verkiezingen voor het Vlaams Parlement van 21 mei 1995 volgde hij in oktober 1998 Nelly Maes op als verkozene voor de kieskring Sint-Niklaas-Dendermonde. Nelly Maes nam op haar beurt het mandaat van Jaak Vandemeulebroucke over als lid van het Europees Parlement. Dehandschutter bleef Vlaams volksvertegenwoordiger tot juni 1999 en zetelde in de commissies Cultuur en Sport en Mediabeleid. Bij de Vlaamse verkiezingen van 7 juni 2009 werd hij opnieuw lid van het Vlaams Parlement, tot hij eind 2012 ontslag nam en begin januari 2013 werd opgevolgd door Marius Meremans. Dehandschutter was vast lid van de commissie voor Bestuurszaken, Binnenlands Bestuur, Decreetsevaluatie, Inburgering en Toerisme en van de commissie voor Cultuur, Jeugd, Sport en Media. Zowel bij de Vlaamse verkiezingen van 25 mei 2014 als die van 9 juni 2024 werd Dehandschutter als lijstduwer op de Oost-Vlaamse N-VA-lijst nogmaals verkozen als Vlaams Parlementslid, maar hij ging telkens niet zetelen.
Bij de gemeenteraadsverkiezingen van 14 oktober 2012 werd de N-VA de grootste partij in Sint-Niklaas. Dehandschutter werd in januari 2013 de nieuwe burgemeester in een coalitie van N-VA en sp.a-Groen en gaf daarvoor zijn parlementair mandaat op. Hij werd vervangen door Marius Meremans. Na de verkiezingen van oktober 2018 werd hij opnieuw burgemeester van Sint-Niklaas in een coalitie van N-VA, Groen en Open Vld. Zes jaar later,   bij de lokale verkiezingen van oktober 2024, bleef N-VA de grootste partij. Er werd een bestuur gevormd met Vooruit en CD&V en Dehandschutter kon beginnen aan zijn derde termijn als burgemeester.
Dehandschutter werkte mee met de Vlaamse uitgeverij "De Nederlanden" (60 uitgegeven boekentitels) aan het Heelnederlands vormingstijdschrift "Nieuw Vlaanderen". Dehandschutter heeft goede contacten met de Welshe nationalisten van Plaid Cymru. Hij schreef ettelijke brochures en artikels over Wales.